# Julius von Kolb
Julius von Kolb, född 1830 i Obergünzburg, död 1863 i Feldafing, var en tysk komponist och pianist.
von Kolb var lärare vid konservatoriet i München. Han komponerade salongsmusik. 